# 大宮村 (宮崎県)
大宮村（おおみやむら）は、宮崎県宮崎郡にかつて存在した村である。

## 地理
北部・西部は洪積台地、南部・東部は沖積平野が中心である。過去に幾度となく大淀川が氾濫し流路を変えた跡を示す自然堤防や河跡湖が随所に見られた。台地上には下北方古墳群がある。
- 河川：大淀川
- 湖沼：江平池（江平西池）、弦月湖

## 歴史
「宮崎」という地名の発祥の地とされる。宮崎のもともとの意味は「宮の前」「宮の所在地」であるが、その宮が指すものとしては、大字下北方にある神武天皇の皇居跡と伝えられる皇宮屋、大字南方の奈古神社、檍村の江田神社とする説がある。平安時代末期から戦国時代まで宇佐神宮領の宮崎荘であった。戦国時代には島津氏が和知川原を大淀川の河川交通の要と位置づけ、町を起立した。江戸時代は延岡藩となり、延岡藩の宮崎周辺の飛び地を統轄する宮崎代官所が下北方に置かれていた。近代以降は数々の中等・高等教育機関が立地し文教地区を形成している。

### 近現代
- 1889年5月1日 - 町村制施行により宮崎郡大宮村が発足。
- 1924年4月1日 - 宮崎町・大淀町と新設合併し宮崎市となり消滅。

## 地域
- 大字花ヶ島（現在の花ヶ島町、神宮、神宮東など）
- 大字下北方（現在の下北方町、神宮西、霧島、祇園、船塚、和知川原、花殿町など）
- 大字池内
- 大字南方
- 大字村角
- 大字大島

### 教育
- 宮崎高等農林学校
- 宮崎県師範学校
- 宮崎県立宮崎中学校

## 交通

### 鉄道
- 鉄道省
  - 日豊本線
    - 花ヶ島駅

### 道路
- 国道3号（現国道10号）

## 名所・旧跡・観光スポット・祭事・催事
- 宮崎神宮
- 下北方古墳群